# 장용 (희극인)
장용(본명 장용균, 1964년 3월 20일 ~ )은 대한민국의 희극배우이다.

## 학력
- 인천대건고등학교 (졸업)
- 서울예술대학 연극과 (졸업)

## 방송
- MBC 일요일 일요일 밤에 - 헬로우 일지매
- KBS2 꽃밭에서
- 국방TV 명 받았습니다

## 수상
- 1998년 MBC 코미디대상 공로상
- 2018년 MBC 방송연예대상 라디오부문 특별상